# Sigrid Sollund

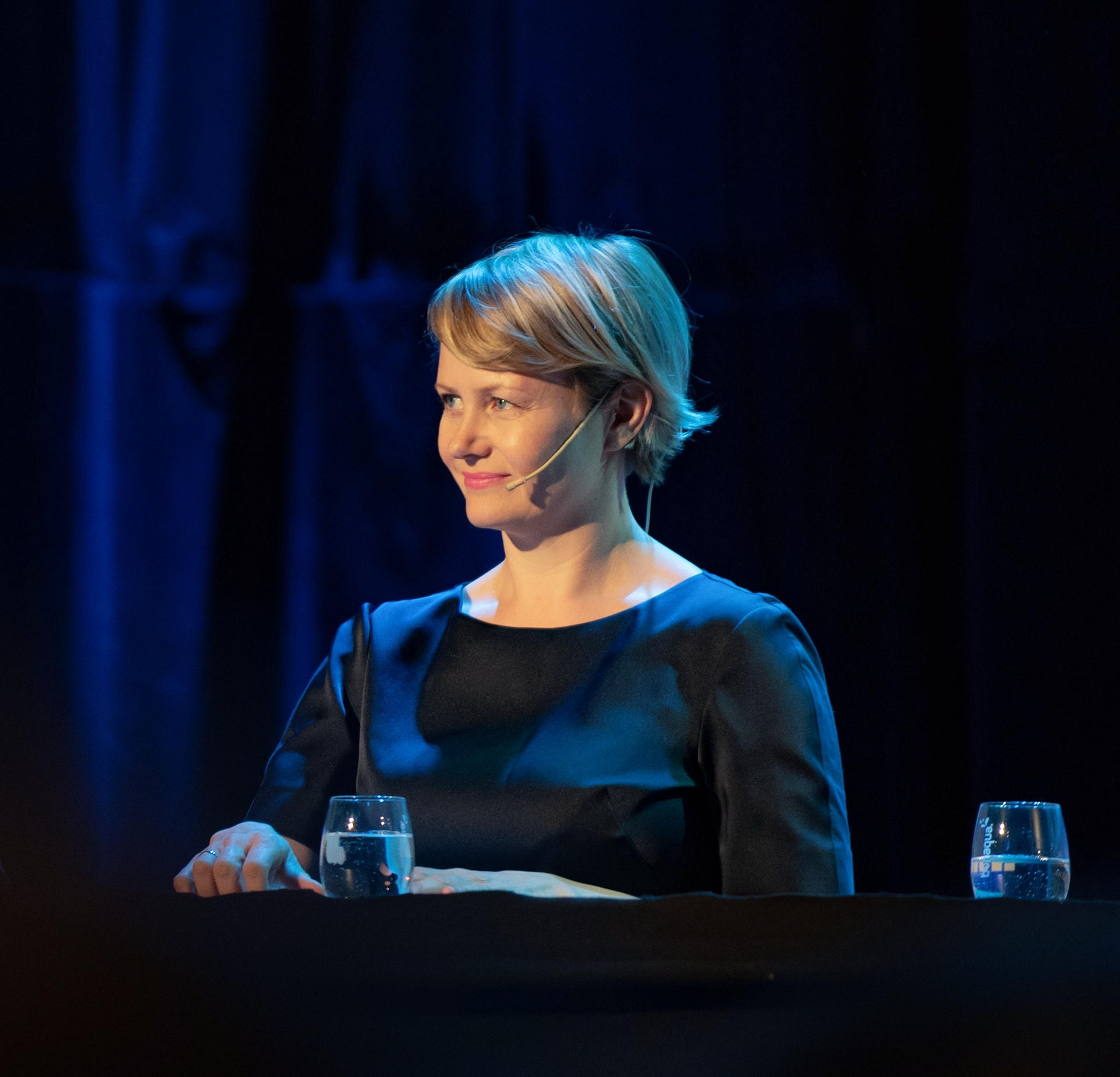
Sigrid Sollund, 2018

Sigrid Sollund (* 1976) ist eine norwegische Journalistin und Autorin. Sie ist vor allem als Moderatorin der Radiosendung Dagsnytt 18 bekannt.

## Leben
Sollund wuchs in Skullerud, einem Gebiet im südöstlichen Oslo, auf. Sie studierte Journalismus an der Hochschule Volda und begann 2001 beim norwegischen Rundfunk Norsk rikskringkasting (NRK) zu arbeiten. Dort arbeitete sie zunächst in der für die Region Østlandet zuständigen Abteilung, später war sie im Bereich der Nachrichten bei NRK2 tätig. Sie wurde schließlich eine der Moderatoren bei Dagsnytt 18, einer Nachrichten- und Debattensendung im norwegischen Radio. Im Jahr 2015 leitete sie die Sendung zum 25-jährigen Jubiläum von Dagsnytt 18 in der Rockefeller Music Hall in Oslo. Sollund war zu diesem Zeitpunkt seit zehn Jahren als Moderatorin tätig. In der Fernsehserie Mammon spielte sie in fünf Folgen eine Moderatorin.
Im Jahr 2017 gab sie mit Hersketeknikker ein Buch über Herrschaftstechniken heraus. 2019 folgte das Buch Skikk og bruk, in welchem Sollund über Sitten und Benehmen in der modernen Zeit schrieb. Im Oktober 2020 wurde sie von der Sprachorganisation Riksmålsforbundet mit dem Lytterprisen ausgezeichnet. Der Preis wird für den herausragenden Gebrauch der norwegischen Sprache im Radio vergeben.

## Werke
- 2017: Hersketeknikker: Nyttige og nådeløse, Kagge
- 2019: Skikk og bruk – praktisk folkeskikk for moderne mennesker, Kagge

## Auszeichnungen
- 2020: Lytterprisen
- 2021: Nominierung, Gullruten (Kategorie: „Bester Moderator – Nachrichten, Sport oder aktuelle Ereignisse“ für Dagsnytt 18)